# Charinidae
Charinidae é uma família da ordem Amblypygi sendo composta por três gêneros e 66 espécies. Geralmente os indivíduos dessa família são pequenos (de 1 a 3 cm) e podem ser encontrados em florestas, cavernas e inclusive na cidade. No Brasil somente o gênero Charinus é encontrado com 8 espécies descritas para os estados da Bahia, Espírito Santo, Minas Gerais, Rondônia e São Paulo. 

## Gêneros
- Catageus Thorell, 1889
- Charinus Simon, 1892
- Sarax Simon, 1892

## Sinônimos
Gêneros que foram sinonimizados com Charinus:
- Charinides
- Enantiosarax
- Lindosiella
- Oligacanthophrynus
- Speleophrynus
- Tricharinus